# Otto (Prag)
Otto, tschechisch Otta, auch Ota; († 10. Juli 1148) war ein böhmischer Geistlicher und Bischof von Prag.

## Leben
Otto entstammte einer böhmischen Adelsfamilie, die sich später von Schwabenitz (ze Švábenic) nannte. Er war Kanoniker des Prager Domstifts und Propst des Kollegiatstifts Sadská sowie später Dompropst von Prag.
Nur einige Tage nachdem der gewählte, aber noch nicht konsekrierte Bischof Sylvester von seinem Bischofsamt zurücktrat, wurde Otto zu dessen Nachfolger gewählt. Nach der weltlichen Belehnung durch den Römisch-deutschen König Konrad III. erfolgte am 25. Juni 1140 in Mainz die Bischofsweihe durch den Metropoliten Adalbert II.
Die Amtszeit von Bischof Otto fiel in eine politisch unruhige Zeit. Die mährischen Teilfürsten Konrad von Znaim, Vratislav von Brünn und Otto von Olmütz sowie weitere mährische Adelige versuchten, Herzog Vladislav II. zu stürzen. 1142 zogen sie gegen Prag, das sie mit ihrem Heer belagerten. Der Veitsdom und das nahe St.-Georgs-Kloster gingen in Flammen auf. König Konrad III., der von Vladislav zu Hilfe gerufen wurde, vertrieb mit seinem Heer die Feinde. Eine Versöhnung und Befriedung konnte jedoch erst der 1143 vom Papst nach Böhmen gesandte Legat Quido bewirken.
Diesem war auch die Aufgabe übertragen, die kirchlichen und religiösen Verhältnisse in Böhmen zu überwachen und zu heben. Dabei wurde er von Bischof Otto und von Herzog Vladislav unterstützt. Jene Domherren und Benefiziaten, die nur die niederen Weihen vorzuweisen hatten, wurden vor die Wahl gestellt, sich unverzüglich zu Priestern weihen zu lassen oder ihre Pfründe aufzugeben. Verheiratete Priester mussten entweder auf die Ehe oder auf die Pfründe verzichten.
Zur Hebung des religiösen Lebens sollte auch der 1098 in Cîteaux gegründete Zisterzienserorden beitragen, der bereits über mehrere Niederlassungen in Bayern und Franken verfügte. Folgende Klöster entstanden während der Amtszeit von Bischof Otto:
- Von Waldsassen aus wurde das Kloster Sedlec besiedelt, das bald Propsteien in Kouřim, Chotusitz und Elbeteinitz begründete.
- Das Kloster Nepomuk wurde mit Mönchen aus Ebrach begründet, die eine weitere Propstei in Heiligenfeld bei Königgrätz errichteten, die bald ein selbständiges Kloster wurde.
- Das von Herzog Vladislav begründete Kloster Plass besiedelten Mönche aus Kloster Langheim, die auch eine Propstei in Böhmisch-Leipa begründeten.
- Vladislavs Gemahlin Gertrud stiftete das Prämonstratenserinnenkloster in Doxan, dessen erste Nonnen aus Kloster Dünnwald bei Köln kamen.

Um die Seelsorge zu verbessern, teilte Bischof Otto seinen Sprengel in Seelsorgsbezirke auf. Er veranlasste auch den Wiederaufbau der in den Kämpfen von 1142 verwüsteten Kathedrale. An dem Kreuzzug von 1147 konnte er aus Altersgründen nicht mehr teilnehmen. Noch vor der Rückkehr des Heeres verstarb er am 10. Juli 1148.